# Leptocyon
Leptocyon és un petit gènere extint de cànids endèmics de Nord-amèrica entre l'Oligocè i el Miocè, que visqueren entre fa 24,8 i fa 10,3 milions d'anys. Leptocyon era un petit animal semblant a una guineu, amb el cos petit i la mandíbula esvelta.